# Estádio do Restelo
Het Estádio do Restelo is een voetbalstadion in de Portugese hoofdstad Lissabon. Voetbalclub CF Os Belenenses is de vaste bespeler van het stadion, dat plaats biedt aan 19.856 toeschouwers. Het stadion werd geopend op 23 september 1956 onder de naam Estádio das Salésias.

## Interlands
| Voetbalinterlands | Voetbalinterlands | Voetbalinterlands           | Voetbalinterlands | Voetbalinterlands    | Voetbalinterlands |
| No.               | Datum             | Wedstrijd                   | Uitslag           | Competitie           |                   |
| ----------------- | ----------------- | --------------------------- | ----------------- | -------------------- | ----------------- |
| 1.                | 16 december 1962  | Portugal – Bulgarije        | 3 – 1             | Kwalificatie EK 1964 |                   |
| 2.                | 7 oktober 1980    | Portugal – Verenigde Staten | 1 – 1             | Vriendschappelijk    |                   |
| 3.                | 23 februari 1983  | Portugal – West-Duitsland   | 1 – 0             | Vriendschappelijk    |                   |
| 4.                | 6 september 1984  | Portugal – Bulgarije        | 1 – 0             | Vriendschappelijk    |                   |
| 5.                | 27 maart 1996     | Portugal – Griekenland      | 1 – 0             | Vriendschappelijk    |                   |
| 6.                | 12 oktober 2002   | Portugal – Tunesië          | 1 – 1             | Vriendschappelijk    |                   |
| 7.                | 11 oktober 2003   | Portugal – Albanië          | 5 – 3             | Vriendschappelijk    |                   |
| 8.                | 13 november 2017  | Saoedi-Arabië – Bulgarije   | 0 – 1             | Vriendschappelijk    |                   |